# Методологія картографування
Методоло́гія картографува́ння простору для моделювання та оптимізації проектування інженерних систем була вперше виявлена розроблена Джоном Бендлером в 1993 році. Вона використовує відповідні існуючі знання для прискорення генерації моделі і оптимізації проектування системи. Знання оновлюється новою інформацією перевірки з системи, коли вона доступна.

## Концепція
У методології просторових карт використовується «квазі-глобальне» формулювання, яке розумно пов'язує супутні «грубі» (ідеальні або низькоточні) і «тонкі» (практичні або високоточні) моделі різної складності. В інженерному дизайні картографування простору дуже швидка та груба модель з дорогої для обчислення тонкої моделі, щоб уникнути дорогої оптимізації тонкої моделі. Вирівнювання може виконуватися як автономно (удосконалення моделі), так і мимохідь із сурогатними оновленнями (наприклад, агресивне просторове відображення).

## Методологія
В основі цього процесу лежить пара моделей: одна дуже точна, але надто дорога, щоб використовувати її безпосередньо зі звичайною процедурою оптимізації, і перша значно дешевше і, відповідно, менш точна. Пізня (швидка модель) зазвичай називається «грубою» моделлю (грубий простір). Перша (повільна модель) зазвичай називається тонкою моделлю. Валідація простору («реальність») являє собою тонку модель, наприклад, фізичну модель високої точності. Оптимізаційний простір, в якому здійснюється звичайна оптимізація, включає грубу модель (або сурогатну модель), наприклад фізику з низьким рівнем точності або модель «знань». Етап оптимізації картографування включає в себе передбачення або «виконання», де результати оптимізованої «зкартографованої грубої моделі» (оновленого сурогату) призначаються тонкої моделі для перевірки. Після процесу перевірки, якщо специфікації проекту не виконуються, відповідні дані переносяться в простір оптимізації («зворотний зв'язок»), де оновлена груба модель або сурогат оновлюється (поліпшується, перебудовується за
допомогою тонкої моделі) використовуючи ітеративний процес оптимізації під назвою «витяг параметрів». Саме формулювання відображення включає в себе «інтуїцію», частина так званого «відчуття» інженера для проблеми. [1] Зокрема, процес Агресивної космічної карти (ASM) відображає ключові характеристики пізнання (підхід експерта до проблеми) і часто ілюструється простими когнітивними термінами.

## Розвиток
Згідно концепції Джона Бендлера 1993 року, алгоритми використовували доповнення Бройде (агресивне просторове відображення), області довіри, і штучні нейронні мережі. Нові розробки включають неявне картографування простору, в якому ми допускаємо змінені параметри, які не використовувались в процесі оптимізації в грубій моделі, і відображення вихідного простору, де застосовується перетворення до відповідної моделі. У статті розглядається стан справ після перших десяти років розробки і впровадження. Настройка картографуванного простору використовує так звану модель настройки, створену инвазивно з тонкої моделі, а також процес калібрування, який перетворює параметри настроєної оптимізованої моделі до відповідних оновленнь змінних проекту. Концепція просторового відображення була доповнена просторовим відображенням на основі нейронів для статистичного моделювання нелінійних НВЧ-пристроїв з великими сигналами.
Сучасний огляд 2016 року присвячений агресивному просторовому картуванню. Він охоплює два десятиліття розробок і інженерних досвідів. 
Методологія картографування простору також може бути використана для вирішення інших задач. Перевірені методи включають в себе алгоритм лінійного зворотного просторового відображення (LISM), а також метод просторового відображення зі зворотними відмінностями (SM-ID).

## Категорія
Оптимізація відображення простору належить до класу сурогатних методів оптимізації, тобто до методів оптимізації, які покладаються на сурогатну модель.

## Інструменти
Техніка космічного картування застосовується в багатьох дисциплінах, включаючи мікрохвильовий та електромагнітний дизайни, цивільні і механічні додатки, аерокосмічну техніку і біомедичні дослідження. Деякі приклади:
- Оптимізація кривизни крила літака
- Дизайн автомобільної ударостойкости.
- Аналіз джерел ЕЕГ.
- Оптимізація антени мобільних телефонів
- Проектування центрування СВЧ-ланцюгів
- Дизайн електричних машин з використанням мультіфізічного моделювання
- Управління рівняннями з похідними
- Виконання звукової котушки
- Реконструкція локальних магнітних властивостей
- Структурна оптимізація
- Проектування мікрохвильових мультиплексорів

## Симулятори
В оптимізації та моделюванні просторових відображень можуть брати участь різні симулятори.
- В області СВЧ і радіочастот (РФ)

  - Keysight ADS 
  - Імпульс Keysight 

  - Ansys HFSS 
  - CST Microwave Studio 
  - FEKO 
  - Sonnet em

## Конференції
У трьох міжнародних семінарах основна увага була приділена мистецтву, науці і технології картування простору.
- Перший міжнародний семінар з сурогатного моделювання і картографування простору для інженерної оптимізації (Lyngby, Данія, листопад 2000р.)
- Другий міжнародний семінар з сурогатного моделювання і картографування простору для інженерної оптимізації (Lyngby, Данія, листопад 2006 року)
- Третій міжнародний семінар з сурогатного моделювання і картографування простору для інженерної оптимізації (Рейк'явік, Ісландія, серпень 2012 року)

## Термінологія
Існує широкий спектр термінології, пов'язаної з просторовим відображенням: ідеальна модель, груба модель, грубий простір, тонка модель, модель компаньйон, дешева модель, дорога модель, сурогатна модель, низька точність (дозвіл), висока точність, емпірична модель, спрощена фізична модель, фізична модель, квазі-глобальна модель, фізично виразна модель, пристрій для тестування, модель на основі електромагнітів, імітаційна модель, обчислювальна модель, модель для настройки, модель калібрування, сурогатна модель, сурогатне оновлення, сурогатна оптимізація, витяг параметрів, цільова реакція, простір оптимізації, простір перевірки, відображення нейро-простору, відображення неявного простору, відображення вихідного простору, настройка порту, предискаженіем (проектних специфікацій), відображення різноманіття, виправлення дефектів, управління моделлю, мульти-точні моделі, змінна точність / змінна складність, багатосіточні методи, груба сітка, точна сітка, сурогатно керований, імітаційно керований, модельне моделювання, моделювання на основі особливостей.